# 平安南道 (大韓民国)
平安南道（ピョンアンナムド、へいあんなんどう）は、朝鮮半島北西部に位置する大韓民国の行政区（以北五道）。道庁所在地は平壌市。
現在、全域が朝鮮民主主義人民共和国による支配下にあり、大韓民国政府による実効支配は及んでいない。朝鮮民主主義人民共和国の行政区画では平安南道・平壌直轄市・南浦特別市に相当する。

## 歴史
1896年に朝鮮八道の平安道が南北に分割されることで平安南道が生まれ、日本統治下にも平安南道として継承された。
北朝鮮によって平壌・南浦が直轄地域として分離されたが、大韓民国においては現在も公式には平安南道の一部としている。

## 平安南道の自治体

### 市
- 平壌市 - 평양시【平壤市】Pyeongyang-si （ピョンヤン=シ、平安南道道庁所在地）
- 鎮南浦市 - 진남포시【鎭南浦市】Jinnampo-si （チンナンポ=シ）

### 郡

#### 孟山郡-맹산군【孟山郡】Maengsan-gun（メンサン=グン）
孟山郡は面積1,101 km2あり、8面85里で構成している。郡庁は孟山面水晶里に所在。
- 面役場所在地は太字で表示する。

| 面     | 面積（km2） | 里数 | 里                                                                    |
| ------ | ----------- | ---- | --------------------------------------------------------------------- |
| 孟山面 | 92.61       | 11   | 水晶 堂浦 鶴舞 紅門 花 多興 文葦 松界 上倉 東梅 香内                  |
| 東面   | 125.69      | 7    | 葦田 逍遙 坪地 大興 新中 松水 芳坪                                    |
| 封仁面 | 167.38      | 12   | 仮倉 柳内 松南 清水 八峰 南陽 銀泉 南泉 安下 徳中 徳上 正広           |
| 藹田面 | 204.67      | 9    | 倉 広 孟州 豊林 城済 草坪 文谷 咸温 嶺雲                              |
| 玉泉面 | 164.36      | 13   | 北倉 蓮 水 南陽 松寺 梅峴 新石 三 龍徳 芿浦 龍下 安鶴 檜安            |
| 元南面 | 137.7       | 14   | 香坪 上界 新界 達泉 水南 杏山 中楸 貞仁 朱浦 文瓦 岐陽 仁安 南興 柴億 |
| 智徳面 | 130.27      | 11   | 龍徳 臥堯 陽城 鶴浦 孝 徳化 松岩 上和 龍山 頭岩 松興                  |
| 鶴泉面 | 78.03       | 8    | 召倉 召下 咸朴 古上 古下 加 五峰 遠井                                 |

#### 順川郡-순천군【順川郡】Suncheon-gun（スンチョン=グン）
順川郡は平安南道の中央に位置する郡で、郡庁は順天邑館上里に所在。1邑8面150里に編成されている。
- 邑/面役場所在地は太字表記。

| 邑面   | 里数 | 里 |
| ------ | ---- | --- |
| 順川邑 | 18   | 館上 倉 館下 坪 上 中 城岩 下 松浦 楸 初松 元別 雲峰 馬上 龍沼 江浦 銭山 西辺                                                     |
| 仙沼面 | 11   | 蓮塘 藍浦 甑山 長坪 慕鶴 畓洞 間洞 東林 龍岩 梧泉 桃興                                                                            |
| 舎人面 | 12   | 舎人 盤松 鳳鶴 安国 石隅 社倉 青玉 玉田 君臣 三花 徳山 松嶺                                                                       |
| 厚灘面 | 14   | 厚灘 立石 和五 両浦 五灘 龍興 石井 合浦 月灘 庫三 得龍 鶴林 盤龍 見龍                                                             |
| 慈山面 | 26   | 慈山 龍淵 豊徳 松林 青龍 龍文 申平 慈老 徳盤 新岩 雲興 香峰 中坪 第一 古邑 栢田 城南 雲谷 芙蓉 降徳 新豊 仁豊 龍岩 青松 桂池 岐灘 |
| 内南面 | 11   | 中坪 閣岩 龍泉 金坪 支上 支下 沙坪 金谷 元峰 新 梅南                                                                              |
| 北倉面 | 11   | 北倉 鰲上 中上 中下 旧上 龍下 中興 龍岳 汗嶺 富潤 仁山                                                                            |
| 殷山面 | 23   | 殷山 鎮山 伊華 鶴泉 馬山 石橋 錦窓 元井 崇化 明徳 南玉 泰坪 楸坪 文昌 安平 天聖 松峴 丁山 臨江 西南 昌興 慕聖 仁上                |
| 新倉面 | 24   | 新倉 貴泉 清溪 水源 新二 新三 新四 馬洞 龍興 崇徳 龍昇 延谷 龍岩 龍化 望日 三中 月浦 梓洞 霊坮 隠泉 九井 院倉 柳上 崇山           |

#### 平原郡-평원군【平原郡】Pyeongwon-gun（ピョンウォン=グン）
平原郡は面積985.05 km2、16面215里で構成されており、郡庁は平原面梨花里である。平原面は別名永柔（영유）とも呼ばれていた。
| 面     | 里数 | 里 |
| ------ | ---- | --- |
| 平原面 | 14   | 梨花 槐泉 永徳 月坪 大夫 漁坡 元柳 漁隠 芙蓉 松石 華林 紫逸 月晶 長林                                                  |
| 検山面 | 9    | 検興 松陽 攄山 薪枝 新成 検陽 龍浦 鶴山 検西                                                                           |
| 公徳面 | 21   | 興雲 院 積岩 槐田 松梅 香岩 長財 間 両水 城橋 傘松 龍興 並上 法興 上二 退上 退峴 退南 龍岩 新郊 新和                   |
| 鷺池面 | 10   | 龍井 龍堂 旌林 大松 龍岩 双岩 石蘇 楸興 文明 大洲                                                                      |
| 徳山面 | 14   | 三井 華山 剣岩 朱村 蜂島 兪村 橘 徳水 榻 坰下 斉 元五 大浦 浩呂                                                        |
| 東松面 | 10   | 月峰 君子 寿岩 白石 白雲 松峴 青龍 雲平 龍潭 雲龍                                                                      |
| 東岩面 | 23   | 山陰 岩赤 元和 造山 山陽 上灘 龍山 都田 新興 松石 西石岩 東石岩 新坪 孚白 龍二 龍隅 屯田 門岩 栗一 栗花 盤松 西門 御重 |
| 西海面 | 11   | 蛇山 延豊 補元 補徳 唐塢 広川 南浦 元興 中興 龍山 新徳                                                                 |
| 粛川面 | 16   | 官前 社稷 館東 堂下 深井 城南 嵋南 白鷺 通徳 道徳 新興 内洞 徳水 新南 松底 晩興                                        |
| 順安面 | 21   | 南昌 郡上 社稷 旧校 蒲井 館北 南山 梧山 安興 水隅 新上 曇華 延山 星一 星二 新安 九瑞 陽鶴 安庵 上陽 元一               |
| 両花面 | 12   | 蓼花 玉井 内松 上松 金剛 新井 坪 龍伏 新成 上西 中興 新                                                                |
| 龍湖面 | 16   | 蓮橋 雲鳳 安淵 雷松 板橋 青雲 龍岡 堂隅 薬田 館城 南陽 獐坪 鷹烏 中巷 梅田 魚塘                                        |
| 朝雲面 | 8    | 葛山 鷹岩 朝雲 財井 松千 聖徳 順井 太平                                                                                |
| 青山面 | 11   | 舊院 桂山 南興 雲松 宝坊 金峰 橋山 价水 龍岩 松峴 雲塔                                                                 |
| 漢川面 | 11   | 甘八 甘一 甘二 甘三 甘四 甘五 甘六 甘七 仁義 礼智 信成                                                                 |
| 海蘇面 | 8    | 金鶴 龍峴 松井 月現 内徳 種栗 爛山 龍橋                                                                                |

#### 陽徳郡-양덕군【陽德郡】Yangdeok-gun（ヤンドク=グン）
陽徳郡は平安南道南東部に位置する。1邑6面69里に編成されており、面積1,345.6 km2 ある。郡庁は陽徳邑龍溪里にある。
| 面     | 面積（km2) | 里数 | 里                                                        |
| ------ | ---------- | ---- | --------------------------------------------------------- |
| 陽徳邑 | 322.2      | 12   | 龍溪 鳳溪 龍興 太平 樹徳 雲泥 倉 智水 仁平 清松 佃洞 豊田 |
| 大倫面 | 189.3      | 7    | 士基 水注 九龍 通洞 仁興 孔眞 卦松                        |
| 東陽面 | 114.4      | 8    | 下石 城北 上石 新興 水岩 地境 龍山 屹坪                   |
| 双龍面 | 172        | 10   | 平倉 冠峰 盤城 化楽 龍盤 龍田 丁玉 龍峰 北倉 仲           |
| 呉江面 | 226.8      | 9    | 倉 月明 鳳岩 新峰 新興 龍潭 鄧岩 蓮峰 双龍                |
| 温泉面 | 263.5      | 12   | 温井 日陽 倉 眞石 巨次 上清 下清 隠牛 平岩 上菊 下菊 上信 |
| 化村面 | 93.94      | 11   | 白石 文興 平谷 長星 花岩 楓溪 文岩 龍興 如意 双坪 昌介    |

#### 成川郡-성천군【成川郡】Seongcheon-gun（ソンチョン=グン）
成川郡は面積1,554 km2あり、12面105里に編成されている。郡庁は成川面上部里に所在。
- 面役場所在地は太字表示する。

| 面     | 面積（km2） | 里数 | 里                                                                         |
| ------ | ----------- | ---- | -------------------------------------------------------------------------- |
| 成川面 | 115.2       | 8    | 上部 下部 順徳 龍仙 興徳 麻田 大富 永睦                                    |
| 九龍面 | 145.8       | 6    | 佳坪 雲田 龍淵 回春 雲興 高尺                                              |
| 陵中面 | 203.31      | 15   | 南陽 明徳 文昌 崇徳 昌義 大興 陽春 隆中 三顧 召南 松山 梨洞 徳連 広徳 高益 |
| 大谷面 | 102.77      | 5    | 大谷 尋眞 花坪 文語 芝洞                                                   |
| 大邱面 | 142.94      | 7    | 別倉 元坪 泉洞 支洞 化仁 匡山 信長                                         |
| 四佳面 | 77.99       | 13   | 長林 龍興 懐徳 銀水 成林 支石 巨興 石隅 天成 麦田 檜源 立石 双溪           |
| 三徳面 | 101.06      | 9    | 新徳 三徳 双林 雲峰 大洞 文源 葦洞 元徳 長上                               |
| 三興面 | 95.4        | 6    | 卵山 一青一靑 九客 杏壇 広灘 昌平                                          |
| 崇仁面 | 144.39      | 6    | 昌仁 崇仁 興仁 三仁 居仁 帰仁                                              |
| 双龍面 | 104.96      | 9    | 石田 朔倉 龍峴 上坪 下 錦城 豊坪 梧洞 龍門                                 |
| 霊泉面 | 98.73       | 10   | 了波 朝陽 大了波 龍鳳 大坪 龍岩 松江 龍澤 葦洞 柳洞                        |
| 通仙面 | 146.92      | 11   | 徳岩 安宅 南山 南源 君子 上 下 百源 龍潭 文興 玉井                         |

#### 江東郡-강동군【江東郡】Gangdong-gun（カンドン=グン）
江東郡は平安南道中南部に位置する郡で郡庁は勝湖邑勝湖里に所在。1邑5面110里に編成されている。
- 邑/面役場所在地は太字で表記。

| 邑面   | 面積（km2） | 里数 | 里 |
| ------ | ----------- | ---- | --- |
| 勝湖邑 | 86.32       | 14   | 勝湖 槐陰 立石 広清 大成 雲鶴 新壮 貨泉 東西 仁興 金玉 鷹岩 巴陵                                                                |
| 江東面 | 65.97       | 18   | 阿達 智礼 下 崇義 孝徳 花岡 源孝 明礼 明義 臥龍 龍伏 龍興 松鶴 文坪 文興 芝 漆浦 上                                             |
| 高泉面 | 45.91       | 17   | 閲波 寿 麦田 明 郷校 古城 道徳 先光 亀岩 広徳 龍泉 盤石 冠鶴 三成 泉畓 東西 馬鶴                                                |
| 鳳津面 | 74.62       | 19   | 漢王 鳳湖 姑城 外端 中端 下端 新 龍淵 金谷 雲龍 鳳塘 香木 乾泉 卞希 文旺 東三 北三 東 蓮                                        |
| 三登面 | 151.05      | 26   | 鳳義 文明 龍淵 生金 古柳 鳴鶴 松石 紫陽 石門 太岑 古鳳 鳳瑞 鳳梧 石廩 鳳来 玉井 上東 東芻 攀龍 社壇 垈 霊台 祭霊 松街 清灘 沙艱 |
| 元灘面 | 100.91      | 17   | 上 下 圓興 内 新龍 元新 文隅 南京 表垈 馬山 鳳島 松塢 三青 塔下 黒龍 高飛 壎岩                                                  |

#### 大同郡-대동군【大同郡】Daedong-gun（テドン=グン）
大同郡は平安南道中南部に位置する郡で、平壌市をドーナツ状に囲んでいる。郡庁は平壌市仁興里に所在。14面223里に編成されている。
※面役場所在地は太字で表記。
- 大同江以北

| 面         | 面積（km2） | 里数 | 里                                                                                                   | 北朝鮮の行政区域上 （概ね）                  |
| ---------- | ----------- | ---- | --- | -------------------------------------------- |
| 古平面     | 55.7        | 16   | 広灘 内 西松 山 南 車 長光 望日 楸子 下端 中端 上端 金泉 匙山 日和 新興                              | 平壌直轄市 万景台区域                        |
| 龍山面     | 69.61       | 13   | 全村 趙全 下 上 草潭 五柳 龍峰 龍岳 亀村 元魯 下九老 小龍 上九老                                     | 平壌直轄市 万景台区域                        |
| 金祭面     | 66.3        | 16   | 院場 上池 山水 加井 路下 隠跡 麦山 井 大井 黄用 外祭 孚暢 木堂 偉磚 鶴林 里仁                        | 大同郡 （大同邑付近）                        |
| 大宝面     | 67.82       | 9    | 大平外 大平内 文峴 反川 龍仁 安静 西綺 龍潭 八清                                                     | 大同郡 南浦直轄市千里馬区域                  |
| 南兄弟山面 | 58.8        | 21   | 内 紫柳 棠村 寺 古泉 二溪 川南 下堂 南橋 孤山 紫井 鵲山 沙浦 菓魯 麻屹 承況 摘葛 長山 臥牛 鶴橋 葦浦 | 大同郡および 平壌直轄市 兄弟山区域           |
| 在京里面   | 57.99       | 16   | 氷庄 茶院 望徳 泉 川西 新中 川東 間 玄岩 梧琴 社堂 下石花 中石花 葛山 松林 板橋                      | 大同郡および 平壌直轄市 兄弟山区域、順安区域 |
| 龍岳面     | 89.9        | 9    | 東北 馬山 東南 西 上 下 元 下次 上次                                                                 | 平壌直轄市 龍城区域                          |
| 斧山面     | 85.92       | 18   | 南宮 寿山 花谷 龍城 龍宮 三峰 鶴山 西陽 新興 西山 新美 新安 中 大陽 下三 中二 上一 凡沙              | 平壌直轄市 龍城区域                          |
| 柴足面     | 89.05       | 18   | 魯山 三山 土浦 南京 湖南 蓮花 鉄峰 聖文 内 青雲 松鶴 大泉 松花 芝山 乾芝 石三 三石 聖山              | 平壌直轄市 三石区域                          |
| 林原面     | 74.31       | 16   | 魯聖 北四 南四 高山 陽岩 清湖 上五 清溪 上東 西龍 東浦 臥山 雲月 和盛 奇岩 松岩                      | 平壌直轄市 大城区域、龍城区域                |

- 大同江以南

| 面     | 面積（km2） | 里数 | 里 | 北朝鮮の行政区域上 （概ね）             |
| ------ | ----------- | ---- | --- | --------------------------------------- |
| 青龍面 |             | 19   | 梨峴 大園 晦 山寺 三合 楸美 大水 茅雲 萊島 岐林 小五柳 両合 大五柳 陽池 泗島 芝灘 法水 梨木 梨川                       | 黄海北道勝湖郡および平壌直轄市 寺洞区域 |
| 栗里面 | 78.4        | 12   | 戊辰 藍塘 湫斌 畓峴 柳新 絃橋 院北 大中 石井 中 趙村 鷴間                                                              | 平壌直轄市 力浦区域、寺洞区域           |
| 龍淵面 | 60.08       | 16   | 検浦 寒井 泉 道済 坡長 三井 小新 加鵲 山陰 池陽 冷井 巣 柳 堂井 陽池 香木                                              | 平壌直轄市 力浦区域、楽浪区域           |
| 南串面 | 50.25       | 23   | 猿岩 南井 柳寺 石寺 間 黄龍 甫城 魯南 月内 長梅 斗団 助王 大松 文発 龍浦 孝南 坪湖 鯉新 覚今 艾浦 小耳島 大耳島 碧只島 | 平壌直轄市 楽浪区域                     |

#### 江西郡-강서군【江西郡】Gangseo-gun（カンソ=グン）
江西郡は面積735.64 km2あり14面160里に構成されており、郡庁は江西面徳興里にある。
| 面     | 面積（km2） | 里数 | 里 |
| ------ | ----------- | ---- | --- |
| 江西面 | 45.69       | 9    | 徳興 静和 巨庄 岩底 賢鳳 三墓 広郷 鶴泉 監廛                                                             |
| 東津面 | 51.72       | 14   | 岐陽 灘浦 古逸 推竹 新橋 徳鳳 台城 多必 於隠 心貞 鶴松 青山 龍井 石峴                                    |
| 班石面 | 39.97       | 7    | 上四 下四 班三 班一 班五 班二 班六                                                                       |
| 普林面 | 50.89       | 11   | 和鶴 棲鶴 観浦 聞天 南三 鶴南 柳峴 羽山 大和 肝城 広浦                                                   |
| 城岩面 | 43.85       | 10   | 南陽 金山 大安 大井 車堤 永平 細竹 竹馬 舟山 立松                                                        |
| 星台面 | 86.43       | 14   | 元塘 台一 台四 星一 星二 星三 星四 星五 星六 星七 硯谷 可庄 大馬 金宋                                    |
| 水山面 | 58.46       | 13   | 烏耳 金泉 可生 可峴 薪井 佳興 白雲 雲北 千渡 於京 古鶴 双松 雲南                                         |
| 新井面 |             | 12   | 亀蓮 後県 新 進士 炭峴 二 三 四 煙霞 河清 大興 花山                                                      |
| 双龍面 |             | 9    | 多足 基 柳明 菖蒲 林城 鳳梧 新慶 山慶 雲浦                                                               |
| 芿次面 | 32.23       | 8    | 五 一 二 三 八 花石 朝陽 兎山                                                                            |
| 赤松面 | 64.49       | 10   | 石三 石一 石二 石四 石五 石六 石七 清嶺 三府 殻新                                                        |
| 甑山面 | 81.65       | 21   | 聚龍 利安 四科 正養 化善 霊泉 五和 広済 龍徳 金炭 務本 歌豊 升盈 斗満 鼎実 杵鳴 楽生 呉興 美会 蟠龍 紫鳳 |
| 草里面 | 23.93       | 7    | 降仙 浦 松湖 南湖 伊老 宝鳳 沙                                                                           |
| 咸従面 | 22.84       | 15   | 咸従 洪範 石橋 松坰 美石 桂陽 鶏山 安石 鳳凰 達上 一中 古京 汝吾介 範五 鉢山                             |

#### 龍岡郡-용강군【龍岡郡】Yonggang-gun（ヨンガン=グン）
龍岡郡は平安南道西南端に位置する郡で、郡庁は龍岡面玉桃里にある。13面130里に編成されている。北朝鮮の行政区域上の龍岡邑は、以北五道体制の行政区域上は池雲面に相当する。
- 面役場所在地は太字で表記。

| 面     | 面積（km2） | 里数 | 里                                                                    |
| ------ | ----------- | ---- | --------------------------------------------------------------------- |
| 龍岡面 | 57.3        | 10   | 玉桃 西部 草山 義山 烏鵲 長岩 卵山 後山 盤楸 芳漁                     |
| 貴城面 | 67.57       | 12   | 路上 大嶺 石賛 甘朴 元邑 路下 龍島 石城 金井 香串 甑岳 最広           |
| 金谷面 | 38.67       | 10   | 牛登 南上 南下 石浦 耕田 乳洞 金水 坦釜 花島 内城                     |
| 多美面 | 77.47       | 13   | 五花 梧井 普明 蘭麻 幟衣 瑞赤 長尾 閑田 東箭 大安 小安 芝沙洞 牛安    |
| 大代面 | 69.73       | 7    | 洞徳 梧山 月谷 山洞 梅山 沙川 火島                                    |
| 三和面 | 43.1        | 10   | 玉井 学堂 西亭 馬岾 舟林 内校 栗上 栗下 忠興 龍門                     |
| 瑞和面 | 38.86       | 8    | 自福 岩峴 新安 漢峴 雪岩 竹本 石峙 同相                               |
| 新寧面 | 86.21       | 9    | 新徳 延松 松山 新岩 水日 広岩 蘇康 梧鶴 馬塩                          |
| 陽谷面 | 46.12       | 11   | 馬明 周興 葛川 杜賛 新柳 泉橋 樵杻 文艾 亭花 河湧 南桐                |
| 吾新面 | 78.23       | 14   | 佳龍 石井 直梅 葦陽 九龍 楡洞 松城 月梅 桃垈 麟山 徳海 寒鶴 内徳 馬鶴 |
| 龍月面 | 51.13       | 8    | 葛峴 国安 広徳 麻洞 大永 桂明 松石 周達                               |
| 池雲面 | 46.29       | 13   | 眞池 柳保 安性 新村 立城 晩荷 両院 頭勒 絃岩 大城 仁浦 陽和 文城      |
| 海雲面 | 43.96       | 10   | 温井 龍磻 弓山 月池 延鳳 日屏 葛城 城峴 龍井 里峴                     |

#### 中和郡-중화군【中和郡】Junghwa-gun（チュンファ=グン）
中和郡は平安南道南部に位置する郡で、面積は909 km2で11面203里に編成されていた。郡庁は中和面楽民里にあった。北朝鮮の行政区域上概ね中和郡+江南郡+祥原郡に属する区域である。
- 面役場所在地は太字で表記。

| 面     | 里数 | 里 |
| ------ | ---- | --- |
| 中和面 | 27   | 楽民 草峴 新牛 葛梅 峙山 眞栗 唐密 金水井 石磚 雲峰 館 江老 山開 長山 独山 正阯 回楡 新楡 下明月 楸唐 青鶴 氷庄 寺矓 忠義 墨成 長院 魚鳧山                 |
| 看東面 | 16   | 上下 看東場 支石 棗峙 広済院 沙器 秀才 干支井 柳 老年 名区 内洞 中 梧梨 府院 日淵                                                                          |
| 唐井面 | 15   | 唐谷 後長橋 松塢 陽羅 倹岩 間 斗井 積善 艾間 唐村 石橋 水亀 東山 乾山橋 和文                                                                               |
| 東頭面 | 17   | 峡溪 新鳳 蔡松 眞坡 古井 雪梅 大仙 竹月 龍山 張龍 戊辰場 大柳 書玉 朝陽 多奇障 書加                                                                        |
| 祥原面 | 19   | 新邑 徳嶺 獐項 内立岩 外立岩 上貴洞 中貴洞 初貴洞 求去非 黒隅 樺峰 直峴 法樺 城山 長田 大井 文山 興天 金忠                                                 |
| 水山面 | 9    | 葦田 並雲 龍泉 洞口 花田 銀口 多木 乾川 成才 |
| 新興面 | 20   | 上三 沈防 新蒲 広山 潤山 三鷹 龍下 眞山 龍興 尹岩 雲山 城川 百梨 古山 沈村 大奇岩 新寒 計隅 計井 鏡睦                                                      |
| 楊井面 | 18   | 石陽 新許 寒橋 龍海 新大 陽地 古桟 城峴 新梨 三合 大内 石井 澗星 立石 陰陽 文井 唐井 亭岩                                                                  |
| 天谷面 | 14   | 龍谷 開金 大与 鵂岩 繁洞 禾岩 鯉岩 徳峴 銭山 初峰 二峰 覚金 貴逸 上橋                                                                                      |
| 楓洞面 | 19   | 綾盛 徳岩 高霊 福井 葦洞 楓井 霊泉 加岩 南陽 旧邑 内洞 智洞 大同 古岩 徳洞 泥峴 龍江 佳殊 碧霞                                                             |
| 海鴨面 | 29   | 瑤浦 興文 龍山 永三 下石潭 上新興 下新興 印岩 黄村 崖谷 鞍峴 広石 広城 城下蓮 新安浦 竹山 柳陽 花虎 間谷 東川 浦柳 新葛 二安 黄山 三姓 睦済 梅峴 東谷 三街 |

## 備考
平壌市を含んでいるため、朝鮮民主主義人民共和国の国家指導者である金正恩朝鮮労働党委員長も大韓民国側では平安南道の「住民」ということになる。